# Dorotea Gonzaga (1485-1538)
Dorotea Gonzaga (Bozzolo, 1485 – 1538) è stata una nobildonna italiana, contessa della linea Gonzaga di Sabbioneta e Bozzolo.

## Biografia
Era figlia del conte Gianfrancesco Gonzaga e di Antonia del Balzo, figlia di Pirro del Balzo, duca di Andria e principe di Altamura e di Maria Donata Orsini del Balzo († 1485). Sua zia Isabella del Balzo era moglie del re Federico I di Napoli. 

## Discendenza
Dorotea Gonzaga aveva sposato Giovanni Francesco Acquaviva d'Aragona (?-1527), marchese di Bitonto ed ebbero questi figli:
- Giulio Antonio (?-1539), conte di Conversano, sposò Anna Gambacorta (?-1544)
- Isabella (?-1528), sposò nel 1504 Bernardino II del Balzo, conte di Alessano (?-1524)
- Camilla, sposò Uguccione Pallavicino, marchese di Polesine (?-1546)
- Caterina, sposò nel 1514 Enrico Pandone, IV conte di Venafro e duca di Bojano.[4]

## Ascendenza
|                        |                        |                                | Genitori                           |  |  | Nonni |  |  | Bisnonni              |  |  | Trisnonni           |  |
|                        |                        |                                |                                    |  |  |       |  |  | Gianfrancesco Gonzaga |  |  | Francesco I Gonzaga |  |
|                        |                        |                                |                                    |  |  |       |  |  | Gianfrancesco Gonzaga |  |  | Francesco I Gonzaga |  |
|                        |                        | Margherita Malatesta           |                                    |  |  |       |  |  | Gianfrancesco Gonzaga |  |  |                     |  |
| Ludovico II Gonzaga    |                        |                                |                                    |  |  |       |  |  | Gianfrancesco Gonzaga |  |  |                     |  |
|                        |                        | Paola Malatesta                | Malatesta IV Malatesta             |  |  |       |  |  |                       |  |  |                     |  |
|                        |                        | Paola Malatesta                | Malatesta IV Malatesta             |  |  |       |  |  |                       |  |  |                     |  |
|                        |                        | Paola Malatesta                | Elisabetta da Varano               |  |  |       |  |  |                       |  |  |                     |  |
| Gianfrancesco Gonzaga  |                        | Paola Malatesta                |                                    |  |  |       |  |  |                       |  |  |                     |  |
|                        |                        | Giovanni l'Alchimista          | Federico I di Brandeburgo          |  |  |       |  |  |                       |  |  |                     |  |
|                        |                        | Giovanni l'Alchimista          | Federico I di Brandeburgo          |  |  |       |  |  |                       |  |  |                     |  |
|                        |                        | Giovanni l'Alchimista          | Elisabetta di Baviera-Landshut     |  |  |       |  |  |                       |  |  |                     |  |
| Barbara di Brandeburgo |                        | Giovanni l'Alchimista          |                                    |  |  |       |  |  |                       |  |  |                     |  |
|                        |                        | Barbara di Sassonia-Wittenberg | Rodolfo III di Sassonia-Wittenberg |  |  |       |  |  |                       |  |  |                     |  |
|                        |                        | Barbara di Sassonia-Wittenberg | Rodolfo III di Sassonia-Wittenberg |  |  |       |  |  |                       |  |  |                     |  |
|                        |                        | Barbara di Sassonia-Wittenberg | Barbara di Legnica                 |  |  |       |  |  |                       |  |  |                     |  |
| Dorotea Gonzaga        |                        | Barbara di Sassonia-Wittenberg |                                    |  |  |       |  |  |                       |  |  |                     |  |
|                        | Francesco II del Balzo | Guglielmo del Balzo            |                                    |  |  |       |  |  |                       |  |  |                     |  |
|                        | Francesco II del Balzo | Guglielmo del Balzo            |                                    |  |  |       |  |  |                       |  |  |                     |  |
|                        | Francesco II del Balzo | Anna Brunforte                 |                                    |  |  |       |  |  |                       |  |  |                     |  |
| Pirro del Balzo        | Francesco II del Balzo |                                |                                    |  |  |       |  |  |                       |  |  |                     |  |
|                        |                        | Sancia di Chiaromonte          | Tristano di Chiaromonte            |  |  |       |  |  |                       |  |  |                     |  |
|                        |                        | Sancia di Chiaromonte          | Tristano di Chiaromonte            |  |  |       |  |  |                       |  |  |                     |  |
|                        |                        | Sancia di Chiaromonte          | Caterina di Taranto                |  |  |       |  |  |                       |  |  |                     |  |
| Antonia del Balzo      |                        | Sancia di Chiaromonte          |                                    |  |  |       |  |  |                       |  |  |                     |  |
|                        |                        | Gabriele Orsini del Balzo      | Raimondo Orsini del Balzo          |  |  |       |  |  |                       |  |  |                     |  |
|                        |                        | Gabriele Orsini del Balzo      | Raimondo Orsini del Balzo          |  |  |       |  |  |                       |  |  |                     |  |
|                        |                        | Gabriele Orsini del Balzo      | Maria d'Enghien                    |  |  |       |  |  |                       |  |  |                     |  |
| Maria Donata Orsini    |                        | Gabriele Orsini del Balzo      |                                    |  |  |       |  |  |                       |  |  |                     |  |
|                        |                        | Giovanna Caracciolo            | Sergianni Caracciolo               |  |  |       |  |  |                       |  |  |                     |  |
|                        |                        | Giovanna Caracciolo            | Sergianni Caracciolo               |  |  |       |  |  |                       |  |  |                     |  |
|                        |                        | Giovanna Caracciolo            | Caterina Filangieri                |  |  |       |  |  |                       |  |  |                     |  |
|                        |                        | Giovanna Caracciolo            |                                    |  |  |       |  |  |                       |  |  |                     |  |